# Vielfarbensittich
Der Vielfarbensittich (Psephotellus varius) ist eine Papageienart aus der Gattung Psephotellus.

## Beschreibung

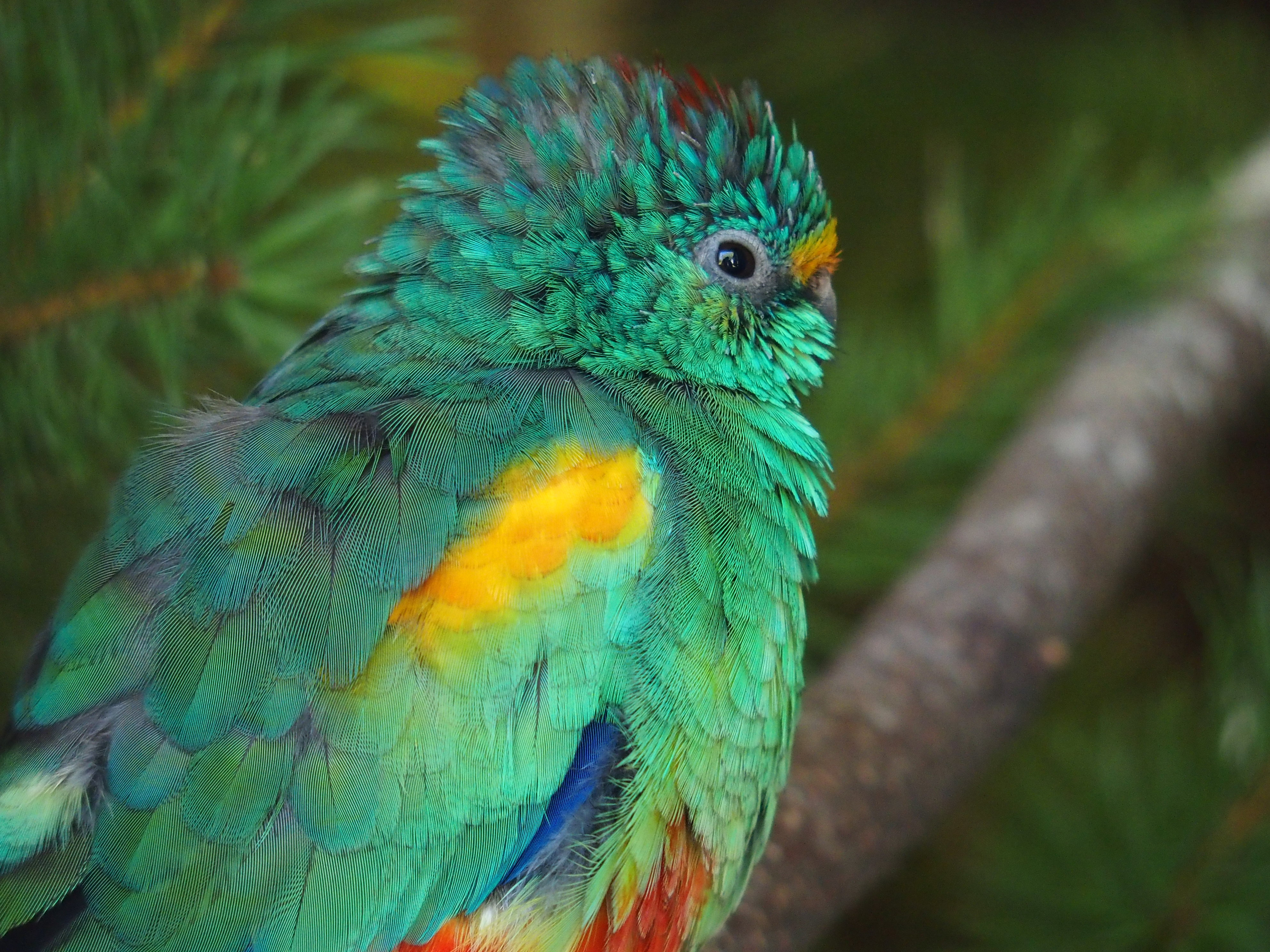
Detailaufnahme eines Vielfarbensittichs in einer Auffangstation in Heinola, Finnland

Der Vielfarbensittich erreicht eine Länge von 27 bis 28 Zentimetern und ein Gewicht von 55 bis 70 Gramm. 
Beim Männchen sind Kopf, Hals, Brust und Oberbauch glänzend grün. Die Stirn ist gelb und auf dem Hinterkopf ist ein rötlicher Flecken zu erkennen. Der Unterbauch und die Oberschenkel sind gelb mit einer variablen orangeroten Färbung. Die Unterschwanzdecken sind grünlich-gelb. Flügelbug, Handdecken, Unterflügeldecken und die Außenfahnen der Handschwingen sind violettblau. Die äußeren kleinen Flügeldecken sind gelb. Die mittleren Flügeldecken sind bläulichgrün. Die äußeren Armschwingen sind grün mit breiten violettblauen Säumen. Bürzel und Oberschwanzdecken sind grün. Über den Oberschwanzdecken verläuft eine rötlichbraune Binde und über dem Bürzel eine blaugrüne Linie. Die mittleren Schwanzfedern sind dunkelblau mit einer grünlichen Verwaschung. Der Schnabel ist schwärzlich. Um die braune Iris verläuft ein schmaler grauer Augenring. Die Füße sind graubraun. Die Wachshaut ist rosa.
Beim Weibchen sind Oberkopf, Rücken und Flügel olivgrün. Die Stirn ist stumpf orange-gelb. Am Hinterkopf ist ein stumpfer roter Flecken zu erkennen. Die Brust ist bräunlichgrün. Unterbauch und Unterschwanzdecken sind bläulichgrün. Die mittleren Flügeldecken weisen einen stumpfroten Flügelfleck auf. Die Flügelunterseiten zeigen einen hellen Flügelstreifen. Der Schnabel ist bräunlichgrau.
Bei den immaturen Vögeln ist die Grünfärbung des Gefieders stumpfer. Die jungen Männchen zeigen am Unterbauch eine stumpfere Rotfärbung und an den Unterflügeln ein weißes Band. Das Erwachsenengefieder wird nach sechs Monaten erreicht.
Der Kontaktruf ist ein Pfeifen, das drei- bis viermal wiederholt wird. Gelegentlich ist ein leises Zwitschern zu hören.
In menschlicher Obhut erreichen Vielfarbensittiche ein Alter von 20 Jahren.

## Verbreitung und Lebensraum
Der Vielfarbensittich bewohnt die trockene Mulga-Savanne und offene Waldgebiete. Sein Verbreitungsgebiet umfasst das mittlere Western Australia, das südliche Northern Territory, South Australia, Südwest-Queensland, das westliche New South Wales sowie den äußersten Nordwesten von Victoria.

## Nahrung und Lebensweise
Der Vielfarbensittich lebt gewöhnlich paarweise oder in Familienverbänden. Wenn während der Trockenzeit die Nahrung knapp wird, können auch Schwärme bis zu 100 Vögeln entstehen. Die Hauptaktivität liegt in den frühen Morgenstunden und am späten Nachmittag. Die Nahrung wird auf dem Boden aufgenommen. Bei Störungen und Gefahr fliegt er auf einen Baum oder Busch und wartet, bis die Gefahr vorüber ist. Er ernährt sich von Samen, Früchten, Beeren, Gemüse, Käfern und deren Larven. Vielfarbensittiche sind nomadisch und suchen bei Austrocknung der Wasserquellen neue Lebensräume auf. Die heißen Tagesstunden verbringen sie in den Baumkronen. Im Flug wechseln sich schnelle wellenförmige Flügelschläge mit Gleitphasen ab.
Gebrütet wird zwischen Juli und Dezember. Das Nest wird in kleinen Asthöhlen, Eukalyptusstämmen, Felsspalten oder Höhlen in Sandböschungen errichtet. Das Gelege besteht aus vier bis sieben Eiern und wird allein vom Weibchen bebrütet. Die Brutzeit beträgt 19 Tage und in der Zeit wird das Weibchen vom Männchen gefüttert. Nach ungefähr 30 Tagen sind die Jungvögel flügge. Die Jungvögel bleiben häufig bis zur nächsten Brut mit den Eltern zusammen.